# Слава (регбийный клуб)
«Слава» — российский регбийный клуб из Москвы. Основан в 1974 году на базе Второго Московского часового завода генеральным директором завода Дмитрием Парамоновым. Выступает в Премьер-лиге, Кубке России, чемпионате России по регби-7 среди мужских и женских команд.
Помимо профессиональной команды, существует любительский клуб с тем же названием, который выступает в Чемпионате Москвы (входит в Федеральную лигу). Также есть и одноимённая женская команда.
В разные годы клуб участвовал в Чемпионате и Кубке СССР, Балтийской лиге, Кубке мэра Москвы, в Высшей лиге чемпионата России, в Континентальной клубной регбийной лиге.

## Достижения
СССР
- Чемпион СССР — 2 раза (1979, 1982)
- Серебряный призёр чемпионата СССР — 4 раза (1976, 1977, 1985, 1986)
- Бронзовый призёр чемпионата СССР — 2 раза (1980, 1983)
- Обладатель Кубка СССР — 3 раза (1981, 1985, 1989)

 Россия
- Серебряный призёр чемпионата России — 1 раз (2008)
- Бронзовый призёр чемпионата России — 2 раза (2007, 2019)
- Финалист Кубка России — 3 раза (1992, 2014, 2015)
- Обладатель Кубка России по регби на снегу (2023)

Прочее
- Обладатель Кубка мэра г. Москвы по регби – 2009
- Обладатель Кубка мэра г. Москвы среди команд городов-столиц – 2007
- Обладатель серебряных медалей кубка мэра г. Москвы – 2008
- Чемпион Москвы – 2019
- Финалист Чемпионата Москвы – 2020
- Серебряный призер Чемпионата молодежных команд – 2022
- Чемпион Москвы по регби на снегу (2022)

## Выступления по годам

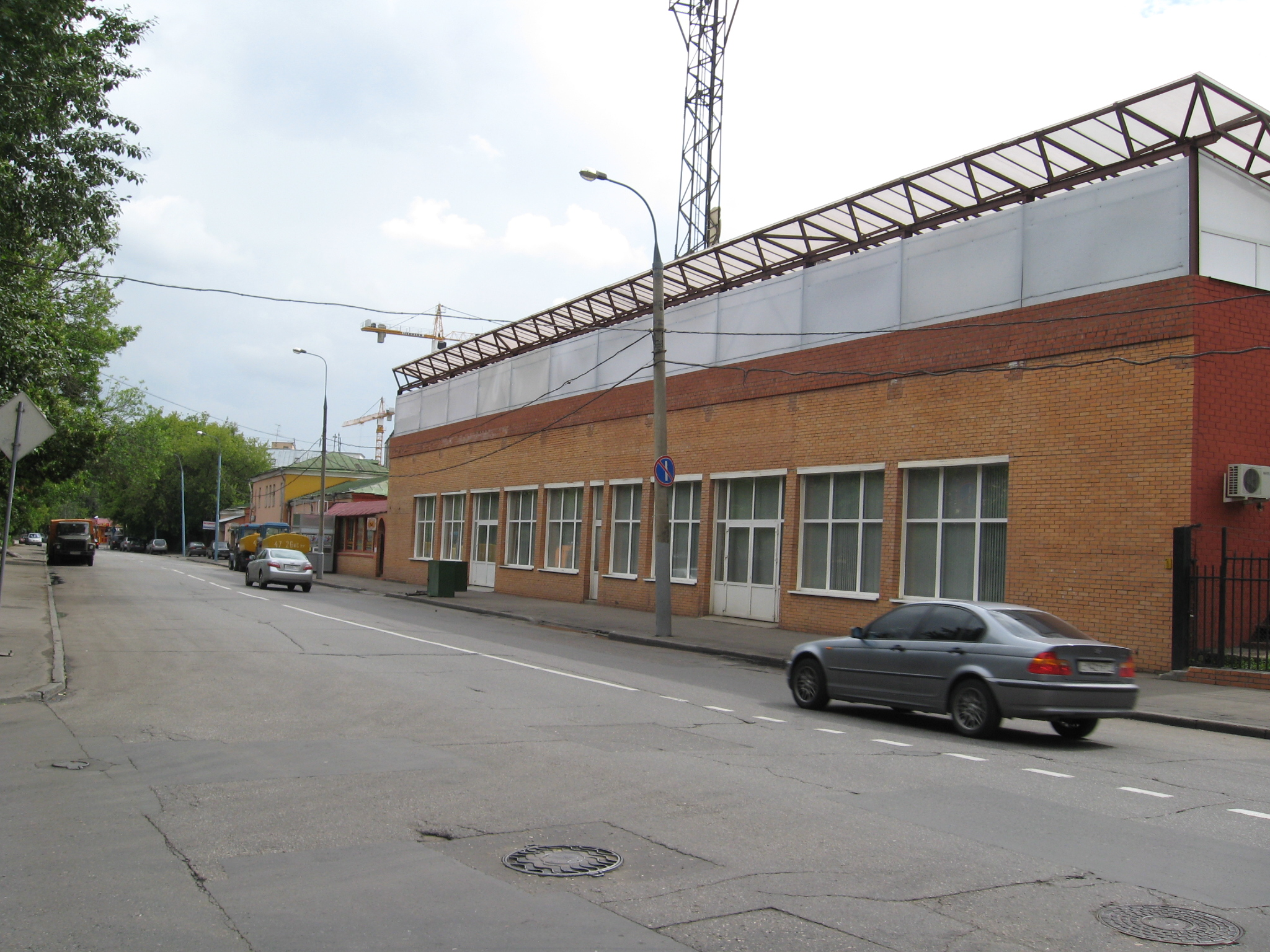
Стадион «Слава»

- 1974 — 1 место из 3 в турнире за выход в группу «А»
- 1975 — 5 место из 10
- 1976 — 2 место из 10
- 1977 — 2 место из 10
- 1978 — 1 место из 10; финалист кубка СССР
- 1979 — 3 место из 10
- 1980 — 5 место из 10
- 1981 — 5 место из 12; обладатель кубка СССР
- 1982 — 1 место из 16 (2)
- 1983 — 3 место из 12; финалист кубка СССР
- 1984 — 4 место из 12
- 1985 — 2 место из 12; обладатель кубка СССР (2)
- 1986 — 2 место из 12
- 1987 — 4 место из 12
- 1988 — 5 место из 12
- 1989 — 5 место из 12; обладатель кубка СССР
- 1990 — 6 место из 15
- 1991 — 6 место из 13
- 1992 — 7 место из 9; финалист кубка России
- 1993 — 10 место из 10
- 1994-96 — не существовала
- 1997 — 2 место из 6 в Высшей лиге
- 1998 — 5 место из 5 в зоне «Запад»
- 1999 — 4 место из 5 в зоне «Запад»; 3 место из 6 в Балтийской лиге
- 2000 — 1(?) место в Высшей лиге (вышла в Суперлигу); 1 место из 6 в Балтийской лиге
- 2001 — 7 место из 7; 1 место из 6 в Балтийской лиге (2)
- 2002 — 5 место из 6; 2 место из 6 в Балтийской лиге
- 2003 — 5 место из 6; 3 место из 6 в Балтийской лиге
- 2004 — 5 место из 6
- 2005 — 4 место из 6
- 2006 — 4 место из 7
- 2007 — 3 место из 8
- 2008 — 2 место из 6
- 2009 — 4 место из 6
- 2010 — 4 место из 8
- 2011 — 6 место из 8
- 2012 — 4 место из 10
- 2013 — 6 место из 10
- 2014 — 4 место из 10
- 2015 — 5 место из 10
- 2016 — 5 место из 10
- 2017 — 6 место из 12
- 2018 — 5 место из 12
- 2019 — 3 место из 8
- 2020/21 — 7 место из 10
- 2021/22 — 8 место из 10
- 2023/24 — 7 место из 9

## Медицинский штаб
- Врач команды:   Артём Юхневич
- Массажист:   Даниил Каймак

## Тренерский штаб
- Главный тренер:  Максим Толмачев (и. о.)
- Тренер нападающих:  Денис Антонов
- Тренер по ОФП:  Илья Восницов

## Игроки прошлых лет
• СССР/🇷🇺Валерий Корчагин
- Реваз Бродзели
- Тариел Донадзе
- Саба Илуридзе
- Сандро Илуридзе
- Михаил Орагвелидзе
- Роберт Сутидзе
- Амиран Читеишвили
- Вячеслав Титика
- Ревита Биддл
- Алексей Андронов
- Алексей Бураков
- Андрей Быканов
- Айрат Гарифуллин
- Виктор Гресев
- Омари Гриняев
- Сергей Евсеев
- Леонид Калинин
- Алексей Маковецкий
- Сергей Потанин
- Игорь Курашов
- Илья Осминко
- Сергей Перехода
- Сергей Попов
- Станислав Прядилов
- Сергей Сугробов
- Андрей Темнов
- Максим Толмачев
- Алексей Барбариуш
- / Павел Берзин
- Евгений Кожин
- / Иван Миронов
- / Игорь Миронов
- / Юрий Миронов
- Игорь Нечаев[5]
- Эндрю Кун
- Мартин Дрейер
- Джин Уиллемс
- Джордан Холгейт
- Ти Джей Годдард
- Винанд Грассманн
- Майкл Амирас
- /Григол Цирекидзе
- Франко Нодье

## Тренеры прошлых лет
- Эдгард Татурян — старший тренер (1974—1978)[6]
- Сергей Черенков — тренер (1974—1978)[6]
- Владимир Некрасов — старший тренер[7][8] (1979—1981)[6]
- Глеб Псарёв — тренер[7][8] (1979—1981)[6]
- Эдгард Татурян — старший тренер[9][10] (1982—1984)[6]
- Сергей Черенков — тренер[9] (1982—1984)[6]
- Владимир Поздняков — тренер[10] (1985—1988)[6]
- Валерий Тихонов — тренер (1985—1988)[6]
- / Евгений Антонов (1988—2002)[11]
- Виталий Сорокин (2003—?)[6]
- Антон Цукров (2002—?)[6]
- Сергей Лыско — главный тренер (2009—2011)
- Андрей Черевичный — главный тренер (2012—2018)[12]
- Гия Амирханашвили — главный тренер (2018—2019)[13]
- Андре Треду — главный тренер (2020)
- Сергей Попов — и.о. главного тренера (2020)
- Леван Цабадзе[груз.] — главный тренер (2020—2022)[14]
- Сергей Попов — и.о. главного тренера (2022)
- Сергей Лыско — главный тренер (2022—2023)
- Максим Толмачёв — и.о. главного тренера (с 2024)

## Медицинский штаб прошлых лет
- Врач команды:  Андрей Абрамов (2022—2023)
- Массажист:  Артём Машков (2020—2023)
- Массажист:  Алексей Иванов

## Стадион
- Москва, ул. Селезнёвская, д.13а — стадион «Слава»